# Грейвет (Арканзас)
Грейвет (англ. Gravette) — місто (англ. city) в США, в окрузі Бентон штату Арканзас. Населення — 3547 осіб (2020).

## Історія
Перше поселення, засноване європейцями на місці майбутнього міста, мало назву «Нево». В сучасний час цю частину Грейвета називають «Старе місто».
Селище було засноване в 1881 році Джозефом П. Каві, який разом з сім'єю переїхав на нове місце з міста Саутуест-Сіті (штат Міссурі). Деякий час по тому ще один переселенець Елліс Тилман Грейветт відкрив у селищі спиртовий завод та невеликий універмаг.
27 січня 1899 Грейвет офіційно отримало статус міста, а вже 1910 року його населення становило 569 осіб.

## Географія
Грейвет розташований на висоті 371 метр над рівнем моря за координатами 36°25′9″ пн. ш. 94°26′47″ зх. д. / 36.41917° пн. ш. 94.44639° зх. д. (36.419093, -94.446383). За даними Бюро перепису населення США в 2010 році місто мало площу 10,40 км², уся площа — суходіл. В 2017 році площа становила 37,30 км², з яких 37,29 км² — суходіл та 0,00 км² — водойми.

### Клімат
| Клімат : Грейвет                                        | Клімат : Грейвет | Клімат : Грейвет | Клімат : Грейвет | Клімат : Грейвет | Клімат : Грейвет | Клімат : Грейвет | Клімат : Грейвет | Клімат : Грейвет | Клімат : Грейвет | Клімат : Грейвет | Клімат : Грейвет | Клімат : Грейвет | Клімат : Грейвет |
| Показник                                                | Січ.             | Лют.             | Бер.             | Квіт.            | Трав.            | Черв.            | Лип.             | Серп.            | Вер.             | Жовт.            | Лист.            | Груд.            | Рік              |
| Абсолютний максимум, °C                                 | 25,0             | 31,1             | 33,3             | 35,0             | 37,2             | 41,1             | 45,6             | 45,6             | 42,2             | 36,1             | 31,7             | 25,0             | 45,6             |
| Середній максимум, °C                                   | 8,6              | 10,9             | 16,2             | 21,6             | 25,4             | 29,8             | 32,7             | 32,7             | 28,6             | 22,7             | 15,5             | 9,8              | 21,3             |
| Середній мінімум, °C                                    | −3,9             | −2,2             | 2,6              | 7,8              | 12,4             | 17,1             | 19,1             | 18,6             | 14,6             | 8,4              | 2,5              | −2,2             | 8,0              |
| Абсолютний мінімум, °C                                  | −31,1            | −33,9            | −25,6            | −9,4             | −4,4             | 3,9              | 6,7              | 5,6              | −2,2             | −11,1            | −15,6            | −29,4            | −33,9            |
| Норма опадів, мм                                        | 62               | 62               | 96               | 115              | 140              | 131              | 87               | 89               | 111              | 93               | 90               | 68               | 1144             |
| ------------------------------------------------------- | ---------------- | ---------------- | ---------------- | ---------------- | ---------------- | ---------------- | ---------------- | ---------------- | ---------------- | ---------------- | ---------------- | ---------------- | ---------------- |
| Джерело: https://wrcc.dri.edu/cgi-bin/cliMAIN.pl?ar2930 |                  |                  |                  |                  |                  |                  |                  |                  |                  |                  |                  |                  |                  |

## Демографія
Згідно з переписом 2010 року, у місті мешкало 2325 осіб у 856 домогосподарствах у складі 611 родини. Густота населення становила 224 особи/км². Було 1009 помешкань (97/км²).
Расовий склад населення:
| - 89,9 % — білих - 3,5 % — корінних американців - 0,7 % — азіатів - 0,6 % — чорних або афроамериканців - 1,2 % — осіб інших рас |

До двох чи більше рас належало 4,1 %. Іспаномовні складали 4,0 % від усіх жителів.
За віковим діапазоном населення розподілялося таким чином: 31,1 % — особи молодші 18 років, 56,8 % — особи у віці 18—64 років, 12,1 % — особи у віці 65 років та старші. Медіана віку мешканця становила 33,2 року. На 100 осіб жіночої статі у місті припадало 86,6 чоловіків; на 100 жінок у віці від 18 років та старших — 81,3 чоловіків також старших 18 років.
Середній дохід на одне домашнє господарство становив 49 250 доларів США (медіана — 41 757), а середній дохід на одну сім'ю — 54 375 доларів (медіана — 45 512). Медіана доходів становила 30 952 долари для чоловіків та 26 815 доларів для жінок. За межею бідності перебувало 17,9 % осіб, у тому числі 24,5 % дітей у віці до 18 років та 3,5 % осіб у віці 65 років та старших.
Цивільне працевлаштоване населення становило 1636 осіб. Основні галузі зайнятості: роздрібна торгівля — 17,6 %, освіта, охорона здоров'я та соціальна допомога — 17,0 %, виробництво — 15,9 %, мистецтво, розваги та відпочинок — 15,2 %.
За даними перепису населення 2000 року в Грейветі мешкало 1810 осіб, 471 сім'я, налічувалося 697 домашніх господарств і 773 житлових будинки. Середня густота населення становила близько 302 осіб на один квадратний кілометр. Расовий склад Грейвета за даними перепису розподілився таким чином: 92,87 % білих, 0,17 % — чорних або афроамериканців, 2,10 % — корінних американців, 0,61 % — азіатів, 3,20 % — представників змішаних рас, 1,05 % — інших народів. іспаномовні склали 2,93 % від усіх жителів міста.
З 697 домашніх господарств в 37,2 % — виховували дітей віком до 18 років, 49,5 % представляли собою подружні пари, які спільно проживали, в 14,5 % сімей жінки проживали без чоловіків, 32,4 % не мали сімей. 28,3 % від загального числа сімей на момент перепису жили самостійно, при цьому 16,2 % склали самотні літні люди у віці 65 років та старше. Середній розмір домашнього господарства склав 2,48 особи, а середній розмір родини — 3,07 особи.
Населення міста за віковим діапазоном за даними перепису 2000 року розподілилося таким чином: 29,2 % — жителі молодше 18 років, 8,3 % — між 18 і 24 роками, 27,0 % — від 25 до 44 років, 18,0 % — від 45 до 64 років і 17,6 % — у віці 65 років та старше. Середній вік мешканця склав 36 років. На кожні 100 жінок в Грейветі припадало 87,0 чоловіків, у віці від 18 років та старше — 82,9 чоловіків також старше 18 років.
Середній дохід на одне домашнє господарство в місті склав 29 881 долар США, а середній дохід на одну сім'ю — 34 844 долара. При цьому чоловіки мали середній дохід в 28 571 долар США на рік проти 18 906 доларів середньорічного доходу у жінок. Дохід на душу населення в місті склав 15 241 долар на рік. 11,5 % від усього числа сімей в окрузі і 16,6 % від усієї чисельності населення перебувало на момент перепису населення за межею бідності, при цьому 22,5 % з них були молодші 18 років і 19,3 % — в віці 65 років та старше.

## Персоналії
- Томмі Моррісон (1969—2013) — американський професійний боксер.